# Kampfgeschwader 30
La Kampfgeschwader 30 Adler  (KG 30) (30e escadre de bombardement) est une unité de bombardiers de la Luftwaffe pendant la Seconde Guerre mondiale. 
L'unité a été créée en mai 1939. Elle a exploité des avions comme le Junkers Ju 88A et C ainsi que le  Messerschmitt Bf 109G.

## Opérations
1939
Le I. Gruppe est déployé en Pologne, puis le reste de l'escadre avec la Luftflotte 2 se retrouve sur le front d'Ouest. 
1940
Déployé en avril à Stavanger en Norvège, avec le transfert du  X. Fliegerkorps. En août, offensive contre l'Angleterre en provenance de Norvège. Déployé en novembre aux Pays-Bas, d'où de nouvelles opérations contre l'Angleterre toujours avec le X. Fliegerkorps. 
1941
Offensive aérienne contre l'Angleterre avec le X. Fliegerkorps. Ensuite, il est déployé en Norvège pour lutter contre la Russie. Le I. et II. Gruppe interviennent avec leurs Junkers Ju 88 de Banak à Kirkenes. 
1942
Utilisé dans le nord de la Finlande avec le Fliegerführer Nord. Le 3 novembre, installation du II. et III. Gruppe dans la zone de la Méditerranée. 
1943
En février et mars, le II. Gruppe se retrouve en Sicile, avec le II. Fliegerkorps, et en juillet, il est suivi par le III. Gruppe, puis en octobre par le reste de l'escadre. En décembre, le Stab, le I. et II. Gruppe se trouvent en France  avec la Luftflotte 3, le III. Gruppe est déplacé dans le Reich. 
1944
En février, l'escadre est à Leck. En mars, le Stab et le II. Gruppe est à Bad Zwischenahn et le III. Gruppe est à Varel. En juillet, le Kampfgeschwader 30 lutte contre les Alliés qui ont débarqué en Normandie. Le Stab et le I. Gruppe sont déplacés à Le Culot et le II. Gruppe à Chièvres. En septembre, le Kampfgeschwader 30 retourne en Allemagne. L'unité est reclassée en novembre en une Jagdverband.
1945
Le Kampfgeschwader 30  n'est plus affecté au IX. Fliegerkorps (J). Le Stab se retrouve à Königgrätz, le I. Gruppe à Prague-Gbell et le II. Gruppe à Budweis tandis que le III. Gruppe est à Pilsen.

## Organisation

### Stab. Gruppe
Formé le 15 novembre 1939 à Greifswald. L'existence d'un Stabs-Staffel a été d'avril 1940 à novembre 1944. Le 23 novembre 1944, il est renommé Stab/KG(J)30. Il est dissous le 18 avril 1945.
Le KG(J)30 devait être converti pour l'utilisation de Messerschmitt Me 262A au début de 1945, mais aucun avion de ce type n'a été remis à l'unité, en raison de pénuries de production. 
Geschwaderkommodore (Commandant de l'escadre) :
| Début            | Fin               | Grade          | Nom                                     |
| ---------------- | ----------------- | -------------- | --------------------------------------- |
| 15 novembre 1939 | 16 août 1940      | Oberstleutnant | Walter Loebel                           |
| 17 août 1940     | 20 octobre 1940   | Oberst         | Herbert Rieckhoff (en)                  |
| Octobre 1940     | Mai 1943          | Oberstleutnant | Erich Bloedorn                          |
| 18 mai 1943      | 10 septembre 1943 | Oberstleutnant | Wilhelm Kern                            |
| Septembre 1943   | 16 octobre 1944   | Oberstleutnant | Sigmund-Ulrich Freiherr von Gravenreuth |
| Octobre 1944     | Février 1945      | Oberst         | Bernhard Jope                           |
| Février 1945     | Mai 1945          | Major          | Hanns Heise                             |

### I. Gruppe
Formé le 22 septembre 1939 à Jever  à partir du I./KG 25 avec :
- Stab I./KG 30 à partir du Stab I./KG 25
- 1./KG 30 nouvellement créé
- 2./KG 30 à partir du 2./KG 25
- 3./KG 30 nouvellement créé

En juin 1940, le 1./KG 30 devient le 8./KG 4, et est reformé avec le 9./KG 30. 

Le 23 novembre 1944, il est renommé I./KG(J)30. Il est dissous le 18 avril 1945.
Gruppenkommandeure (Commandant de groupe) :
| Début             | Fin              | Grade     | Nom                   |
| ----------------- | ---------------- | --------- | --------------------- |
| 22 septembre 1939 | 16 octobre 1939  | Hauptmann | Helmut Pohle          |
| 16 octobre 1939   | Juin 1940        | Hauptmann | Fritz Doench          |
| 1941              | 1941             | Hauptmann | Heinrich Lau          |
| ?                 | ?                | ?         | ?                     |
| ?                 | 26 avril 1942    | Hauptmann | Jacob Schmidt         |
| 26 avril 1942     | ?                | Hauptmann | Konrad Kahl           |
| ?                 | 28 décembre 1942 | Oberst    | Alerich Hofmann       |
| ?                 | 28 octobre 1943  | Major     | Freiherr von Blomberg |
| 1943              | 1944             | Hauptmann | Schulz                |
| ?                 | ?                | ?         | ?                     |

### II. Gruppe
Formé le 1er décembre 1939 à Barth avec :
- Stab II./KG 30 nouvellement créé
- 4./KG 30 nouvellement créé
- 5./KG 30 nouvellement créé
- 6./KG 30 nouvellement créé

Le 23 novembre 1944, il est renommé II./KG(J)30. Il est dissous le 18 avril 1945.

Gruppenkommandeure :
| Début          | Fin             | Grade     | Nom                                      |
| -------------- | --------------- | --------- | ---------------------------------------- |
| Décembre 1939  | Juin 1940       | Hauptmann | Claus Hinkelbein                         |
| Juin 1940      | 8 octobre 1940  | Hauptmann | von Symonski                             |
| 9 octobre 1940 | 16 octobre 1940 | Hauptmann | Erich Hass                               |
| Octobre 1940   | 11 avril 1942   | Hauptmann | Sigmund-Ullrich Freiherr von Gravenreuth |
| 11 avril 1942  | 14 janvier 1943 | Hauptmann | Erich Stoffregen                         |
| 1943           | 1944            | Major     | Pflüger                                  |
| 1944           | 1944            | Hauptmann | Greve                                    |

### III. Gruppe
Formé le 1er janvier 1940 à Barth avec :
- Stab III./KG 30 nouvellement créé
- 7./KG 30 nouvellement créé
- 8./KG 30 nouvellement créé
- 9./KG 30 nouvellement créé

En juin 1940, le 9./KG 30 devient le 1./KG 30, et est reformé.

Le 15 octobre 1940, le III./KG 30 est renommée Ergänzungs-Kampfgruppe 6 avec :
- Stab III./KG 30 devient Stab/Ergänzungs-Kampfgruppe 6
- 7./KG 30 devient 7./Ergänzungs-Kampfgruppe 6
- 8./KG 30 devient 8./Ergänzungs-Kampfgruppe 6
- 9./KG 30 devient 9./Ergänzungs-Kampfgruppe 6

Puis le 15 octobre 1940 à Amsterdam-Schiphol à partir du III./KG 4 avec :
- Stab III./KG 30 à partir du Stab III./KG 4
- 7./KG 30 à partir du 7./KG 4
- 8./KG 30 à partir du 8./KG 4
- 9./KG 30 à partir du 9./KG 4

Le III./KG 30 est dissous le 8 juin 1944
Reformé le 23 novembre 1944 à Pardubitz comme III./KG(J)30 avec :
- Stab III./KG 30 nouvellement créé
- 7./KG(J)30 nouvellement créé
- 8./KG(J)30 nouvellement créé
- 9./KG(J)30 nouvellement créé

Il est dissous le 18 avril 1945
Gruppenkommandeure :
| Début            | Fin              | Grade     | Nom               |
| ---------------- | ---------------- | --------- | ----------------- |
| 1er janvier 1940 | 1940             | Hauptmann | Mahrenholtz       |
| 10 novembre 1940 | ?                | Hauptmann | Arved Crüger (en) |
| 1940             | 1940             | Hauptmann | Kollewe           |
| ?                | 9 septembre 1940 | Major     | Hackbarth         |
| 1941             | Août 1941        | Hauptmann | Schumann          |
| Août 1941        | 19 juillet 1942  | Hauptmann | Hajo Herrmann     |
| Juillet 1942     | Décembre 1942    | Major     | Werner Baumbach   |
| Décembre 1942    | 1944             | Major     | Helmut Störchel   |

### IV. Gruppe
Formé le 27 octobre 1940 à Ludwigslust comme Erg.Staffel/KG 30. 
En avril 1941, augmentation du Gruppe avec :
- Stab IV./KG 30 nouvellement créé
- 10./KG 30 à partir du Erg.Sta./KG 30
- 11./KG 30 nouvellement créé
- 12./KG 30 nouvellement créé

le 13./KG 30  a été formé en juillet 1943 à Aalborg. Le 1er septembre 1944, le 12./KG 30 est dissous et est reformé à partir du 13./KG 30  
Le 23 novembre 1944, il est renommé IV./KG(J)30. Il est dissous le 18 avril 1945.
Gruppenkommandeure :
| Début            | Fin               | Grade     | Nom               |
| ---------------- | ----------------- | --------- | ----------------- |
| 27 octobre 1940  | 9 février 1941    | Hauptmann | Heinrich Paepke   |
| 10 février 1941  | 8 juin 1942       | Hauptmann | Martin Schumann   |
| 9 juin 1942      | 11 septembre 1942 | Major     | Heinrich Lau      |
| 1er octobre 1942 | 16 janvier 1943   | Hauptmann | Gerhard Molkentin |
| 13 novembre 1942 | 26 juillet 1943   | Major     | Konrad Kahl       |
| 27 juillet 1943  | 23 novembre 1944  | Major     | Wilhelm Kuschke   |

### Erprobungsstaffel
Formé en 1940. Il est dissous en avril 1943.
Staffelkapitän :
| Début | Fin  | Grade     | Nom       |
| ----- | ---- | --------- | --------- |
| 1941  | 1941 | Hauptmann | Gotthardt |

### Zerstörerstaffel
Formé le 21 février 1940 à Perleberg. Le 1er juillet 1940, il est renommé 4./NJG 1.
Staffelkapitän :
| Début     | Fin              | Grade        | Nom            |
| --------- | ---------------- | ------------ | -------------- |
| Mars 1940 | 1er juillet 1940 | Oberleutnant | Herbert Bönsch |